# Fogyasztás
A közgazdaságtanban a fogyasztás a javak emberek általi felhasználását jelenti. A fogyasztás során – amint a szóból is látszik – az elfogyasztott jószág fogy, vagyis veszít valamit az értékéből. A fogyasztást „végző” személyt a jószág fogyasztójának nevezzük.
A fogyasztás célja – ha önkéntes döntésen alapul – az emberi szükségletek kielégítése.
A fogyasztás fogalma mind a mikroökonómiában, mind a makroökonómiában alapvető fontosságú. Előbbi esetében egyetlen személynek vagy egy jószág piacának, utóbbinál a teljes gazdaságnak a fogyasztása lehet vizsgálatok tárgya.
A fogyasztás egyben egy társadalom jólétének ha nem is jó, de a valóságot legjobban közelítő mutatószáma, hiszen a fogyasztás szintje utal arra, hogy az emberi szükségletek mennyire vannak kielégítve az adott társadalomban.
A fogyasztás az aggregált kereslet egyik összetevője. Ebből következik, hogy a fogyasztás változásai jelentős hatással vannak a gazdaság egészének ingadozására.
2021-ben és ’22-ben az Európai Unióban a magyarországi fogyasztás az utolsó előtti helyre, az utolsó helyre a bulgáriai került.